# 8월 7일
8월 7일은 그레고리력으로 219번째(윤년일 경우 220번째) 날에 해당한다.

## 사건
- 1903년 - 미국 하와이주 호놀룰루서 최초의 재미한인단체인 신민회 발족
- 1906년 - 조선, 만국 적십자 조약에 가입.
- 1945년 - 대한제국 황손, 일제 강점기의 군인 이우가 히로시마에서 원자 폭탄에 피폭되어 사망하였다.
- 1948년 - 대한민국 초대 정부 기구를 11부4처66국으로 결정.
- 1952년 - 대한민국, 학술원.예술원 설치 등을 규정하는 '문화보호법' 제정.
- 1953년 - 평양방송, 박헌영 등 남로당 계인사 12명 숙청사실 발표.
- 1960년 - 피델 카스트로, 쿠바 내 미국 자산 몰수 선언.
- 1960년 - 코트디부아르가 독립했다.
- 1965년 - 미국 의회, 사실상 베트민(월맹)에 대한 선전포고인 '통킹만 결의'를 의결. 이후 미국의 공개적인 군사개입 시작됨.
- 1983년 - 중국 인민해방군 공군 조종사 손천근(孫天勤), Mig-21 몰고 한국으로 귀순. (최종적으로 8월 20일 중화민국으로 망명)
- 1990년 - 대한민국 보건사회부, 국내 에이즈환자수가 100명에 달했다고 발표.
- 1993년 - 대한민국이 건조한 두 번째 잠수함 `최무선호', 대우 옥포조선소서 진수.
- 1995년 - 변선환, 서울특별시 영등포구 당산동 서재에서 사망.
- 1998년 - 탄자니아 수도 다르에스살람과 케냐 수도 나이로비의 미대사관서 대규모 폭탄 테러 발생.
- 2002년 - 콜롬비아 신임대통령 취임식장 인근서 폭탄테러 17명 사망
- 2003년 - 한총련 소속 일부 대학생들, 경기도 포천 미군 사격훈련장 불법진입 기습시위
- 2010년 - 콜롬비아의 현재 대통령인 후안 마누엘 산토스가 대통령을 취임하다.
- 2014년 - 콜롬비아의 현재 대통령인 후안 마누엘 산토스가 대선에서 승리하다.

## 문화
- 1959년 - 미국 인공위성 익스플로러 6호, 우주에서 찍은 지구사진 첫 전송.
- 1993년 - 1993년 세계 박람회 시작.
- 1999년 - 대한민국 첫 냉동난자 수정 아기 탄생.
- 2000년 - 서울 지하철 6호선 봉화산역 ~ 상월곡역 구간 개통.
- 2008년 - 한국어 위키백과의 문서가 7만개를 돌파했다.
- 2009년 - 2009 인천세계도시축전 개막.
- 2014년 - 법령에 근거가 없는 주민등록번호 제공이 금지되다. (인터넷회원가입, PC방, 노래방, 미용실, 학원, 콜센터, 식당, 패스트푸드점, 커피전문점, 여행사, 호텔 등)

## 탄생
- 1846년 - 독일의 언어학자 헤르만 파울. (~1921년)
- 1861년 - 조선의 문신 민영환. (~1905년)
- 1876년 - 네덜란드의 무용가 마타 하리. (~1917년)
- 1879년 - 벨라루스의 정치가 표트라 크레체프스키. (~1928년)
- 1903년
  - 미국의 정치학자, 외교관 랠프 번치. (~1971년)
  - 미국의 정치인 조 보툼. (~1984년)
- 1911년 - 미국의 영화 감독 니컬러스 레이. (~1979년)
- 1925년 - 인도의 생물학자 M. S. 스와미나탄. (~2023년)
- 1928년 - 캐나다의 마술사, 저술가 제임스 랜디. (~2020년)
- 1931년 - 일본의 야구 선수, 야구 감독 후지타 모토시. (~2006년)
- 1932년 - 에티오피아 육상 선수 아베베 비킬라. (~1973년)
- 1939년 - 대한민국의 언론 출신 정치인 유경현.
- 1940년 - 대한민국의 기업인 김성중.
- 1942년
  - 미국의 가수 B. J. 토머스. (~2021년)
  - 미국의 배우 토빈 벨.
- 1943년
  - 일본의 성우 야마모토 케이코. (~2024년)
  - 러시아의 전 축구 선수, 현 축구 감독 발레리 네폼냐시.
- 1944년 - 미국의 배우 존 글로버.
- 1947년
  - 대한민국의 농민운동가 이경해. (~2003년)
  - 우크라이나의 가수 소피야 로타루.
- 1950년 - 대한민국의 공무원 김칠두.
- 1954년
  - 대한민국의 배우 강철.
  - 대한민국의 법학자 곽노현.
  - 우크라이나의 변호사, 기업인, 정치인 빅토르 메드베드추크.
- 1955년 - 대한민국의 통계학자 허명회.
- 1957년 - 미국의 만화가 폴 디니.
- 1961년 - 대한민국의 가수 김승미.
- 1962년 - 일본의 소설가 고바야시 야스미. (~2020년)
- 1963년 - 일본의 배우 겸 성우 히라타 히로아키.
- 1965년 - 대한민국의 가수 정의송.
- 1966년 - 미국의 인터넷 사업가 지미 웨일스.
- 1969년 - 대한민국의 배우 서진원.
- 1970년 - 대한민국의 배우 조은숙.
- 1971년 - 일본의 성우 우에다 요지.
- 1972년 - 크로아티아의 축구 선수 고란 블라오비치.
- 1973년 - 대한민국의 배우 정욱.
- 1974년
  - 대한민국의 성우 김대중.
  - 미국의 영화 배우 마이클 섀넌.
- 1975년 - 남아프리카 공화국의 배우 샤를리즈 테론.
- 1977년 - 잉글랜드의 싱어송라이터 서맨사 론슨.
- 1978년 - 일본의 전 야구 선수 다카하시 신지.
- 1979년 - 대한민국의 래퍼 김재덕 (젝스키스).
- 1980년 - 일본의 전직 축구 선수 마키 세이이치로.
- 1981년 - 대한민국의 배우 김도윤.
- 1982년
  - 미국의 배우 브릿 말링.
  - 우크라이나의 수영 선수 야나 클로치코바.
  - 오스트레일리아의 배우 애비 코니시.
  - 대한민국의 뮤지컬 배우 김효수.
- 1983년 - 베네수엘라의 전 축구 선수 다니 미겔.
- 1984년 - 대한민국의 시조시인 겸 인권운동가 육우당. (~2003년)
- 1985년
  - 대한민국의 레이싱 모델 이가나.
  - 대한민국의 야구 선수 조평호.
  - 프랑스의 축구 선수 로이크 페랭.
  - 대한민국의 가수 보배.
- 1986년 - 대한민국의 축구 선수 김근배.
- 1987년 - 대한민국의 야구 선수 김세현.
- 1988년 - 네덜란드의 축구 선수 에릭 피터르스.
- 1989년
  - 미국의 농구 선수 더마 더로전.
  - 브라질의 축구 선수 하몽 로페스 지 프레이타스.
- 1990년 - 미국의 야구 선수 앤디 번즈.
- 1991년
  - 대한민국의 가수 오시영.
  - 미국의 야구 선수 마이크 트라우트.
  - 대한민국의 배우 이지영.
- 1992년
  - 대한민국의 배우 장기용.
  - 대한민국의 야구 선수 김재유.
  - 대한민국의 래퍼 모재.
  - 대한민국의 배구 선수 표승주.
  - 대한민국의 프로게이머 한지원.
- 1993년
  - 대한민국의 가수 겸 뮤지컬 배우 수연.
  - 대한민국의 배우 한상조.
- 1995년
  - 대한민국의 래퍼 김승민.
  - 미국의 배우 사샤 카예.
- 1996년
  - 가봉의 축구 선수 아론 부펜자. (~2025년)
  - 대한민국의 가수 로운 (SF9).
  - 대한민국의 가수 와인.
  - 우크라이나의 수영 선수 미하일로 로만추크.
  - 일본의 축구 선수 아라키 하야토.
- 1997년
  - 대한민국의 컬링 선수 장혜지.
  - 대한민국의 가수 종한.
  - 대한민국의 양궁 선수 이우석.
  - 대한민국의 가수 안유미.
- 1999년 - 미국의 육상 선수 시드니 매클로플린.
- 2000년 - 대한민국의 농구 선수 이소희.
- 2001년
  - 대한민국의 축구 선수 설현빈.
  - 일본의 배우 겸 가수 오오니시 류세이.
  - 일본의 체조선수 하시모토 다이키.
- 2002년 - 미국의 배우 게이튼 매터래조.
- 2003년 - 일본의 아이돌 우메야마 코코나.

## 사망
- 1106년 - 신성 로마의 제국 황제 하인리히 4세. (1050년~)
- 1545년 - 조선 제12대 국왕 인종. (1515년~)
- 1641년 - 조선 제15대 국왕 광해군. (1575년~)
- 1848년 - 스웨덴의 화학자 옌스 야코브 베르셀리우스. (1779년~)
- 1933년 - 대한민국의 비행사 박경원. (1897년~)
- 1941년 - 인도의 시인 라빈드라나트 타고르. (1861년~)
- 1945년 - 대한제국의 황손 이우. (1912년~)
- 2000년 - 미국의 자선가, 도널드 트럼프의 어머니 메리 앤 매클라우드 트럼프. (1912년~)
- 2005년 - 미국의 저널리스트, 뉴스 앵커 피터 제닝스. (1938년~)
- 2015년 - 대한민국의 무용가, 국악인 이매방. (1925년~)
- 2017년 - 미국의 야구 선수 돈 베일러. (1949년~)
- 2018년 - 미국의 컴퓨터 과학자 제럴드 마빈 와인버그. (1933년~)
- 2019년 - 미국의 생물학자 캐리 멀리스. (1944년~)
- 2020년 - 베트남의 정치인 레카피에우. (1931년~)
- 2021년
  - 미국의 영화배우, 모델, 성우 제인 위더스. (1926년~)
  - 미국의 배우, 성우, 영화 프로듀서 마키 포스트. (1950년~)
- 2022년 - 미국의 영화배우 로저 E. 모슬리. (1938년~)
- 2023년
  - 브라질의 영화배우 아라시 발라바냔. (1940년~)
  - 미국의 영화감독 윌리엄 프리드킨. (1935년~)
- 2024년 - 일본의 여성운동가, 작가 다나카 미쓰. (1943년~)
- 2025년
  - 미얀마의 제1대 대통령 민 쉐. (1951년~)
  - 미국의 우주비행사 짐 러벨. (1928년~)

## 기념일
- 도쿄 바나나의 날: 일본
- 청소년의 날: 키리바시
- 독립기념일: 코트디부아르
- 보야카 전투 기념일: 콜롬비아
- 해방의 날: 세인트키츠 네비스

## 같이 보기
- 전날: 8월 6일 다음날: 8월 8일 - 전달: 7월 7일 다음달: 9월 7일
- 음력: 8월 7일
- 모두 보기